# سو داي
سو داي (بالإنجليزية: Sue Day)‏ هي لاعبة اتحاد الرغبي بريطانية، ولدت في 29 أكتوبر 1972 في لندن في المملكة المتحدة.